# Giardino delle orchidee spontanee del Mediterraneo
Il giardino delle orchidee spontanee del Mediterraneo è un giardino botanico gestito dal WWF all'interno della riserva naturale del Palo Laziale, a Ladispoli.
La collezione si concentra sulle specie di orchidee autoctone. Nasce nel 1984 con una donazione di 10 specie sarde dall'Orto Botanico dell'Università di Cagliari, e attualmente contiene circa 350 esemplari rappresentanti circa 60 specie dei generi Ophrys e Orchis, tra cui Orchis palustris, Ophrys apulica, Ophrys lunulata e Ophrys ciliata, così come Asphodeline lutea, Dactylorhiza romana, Inula candida, Iris pseudopumila e Spiranthes aestivalis .